# ОШ „Свети Сава” Лукавица
ОШ „Свети Сава” једна је од основних школа у Источном Новом Сарајеву. Налази се у улици Карађорђева 1, у Лукавици. Име је добила по Светом Сави, српском принцу, монаху, игуману манастира Студенице, књижевнику, дипломати и првом архиепископу аутокефалне Српске православне цркве.

## Историјат

### 1945—1965.
Основна школа на подручју Лукавице је почела са радом почетком 1945. године, а главни именик за ученике је сачињен 14. јуна 1945. године. Прва генерација ученика је завршила први разред по скраћеном програму, били су годишта 1931—1938. и било их је укупно 103. Сведочанства о завршеном четвртом разреду су добили 22. јуна 1948. године и већина је даље школовање наставила изучавајући занате у Сарајеву. Школа је носила назив „Народна основна школа”, била је четвороразредна, ученици млађих генерација су осмогодишње школовање завршавали у Сарајеву.
Друга основна школа на овом подручју је отворена на Врацама 1949. године, звала се „Седма основна школа” и била је смештена у бараци, а 1956. је изграђена нова школска зграда која је 1961. добила назив „Радојка Лакић”. Школа у Лукавици је постала подручно одељење ове школе, а обе су биле четвороразредне. „Народна основна школа” у Петровићима је почела са радом 1954. године, а основна школа у Тврдимићима је отворена 1956. Године 1962. су се припојиле школи „Радојка Лакић” на Врацама. Године 1961—62. школа у Лукавици је имала пети разред, а 1962—63. године Савет за просвету Општине Ново Сарајево је донео одлуку да се и на Врацама формира пети разред.

### 1965—1996.
Децембра 1964. године је отворена нова, самостална осмогодишња школа у Тилави којој се 1965. на основу територијалне припадности прикључиле школе у Петровићима и Тврдимићима. Лукавица и Враца са две зграде, некада самосталних школа, су остале у оквиру компактног школског простора са великим бројем ученика и са тенденцијом сталног пораста становништва, али и у неприлагођеним и малим учионицама. На Врацама је број ученика био велики, тако да су нека одељења бројала по педесет ђака. Школа је радила у три смене, а кориштене су и просторије друштвеног дома. Потреба за новом и много већом школском зградом је била неминовна. Крајем 1968. године је почела изградња нове школе на Врацама која је уз више прекорачења рокова била дефинитивно завршена на лето 1970. године. Садржала је опремљене кабинете, амфитеатар за музичко образовање и фискултурну салу. У ограђеном школском простору је било бетонско игралиште рукометних димензија.
Године 1972—73. школа у Тилави, са својим подручним одељенима, је припојена школи „Радојка Лакић”. Нижа одељења, од првог до четвртог разреда, су задржана у Лукавици и Тилави, а деца виших разреда, од петог до осмог, са комплетног подручја садашње општине Источно Ново Сарајево су похађали наставу на Врацама, у савремено опремљеним кабинетима. Био је организован бесплатан превоз са свих удаљених подручја школског простора, а за то су били ангажовани посебни ђачки аутобуси „Градског саобраћајног предузећа”.
У току рата на подручју Југославије школа на Врацама је срушена и по Дејтонском споразуму је припала федералном Сарајеву, тако да доњи део града није имао ни једну школску зграду која би одговарала педагошким и свим дидактичким принципима. Све су биле неусловне зграде које су представљале само привремена решења. Школа у Лукавици која је наследила традиције „Радојке Лакић” се налазила у адаптираној згради бивше касарне „Славиша Вајнер Чича”, без икакве могућности за организовање кабинетске наставе. Школска делатност је обновљена 16. новембра 1992. године у згради бивше основне школе „Бане Шурбат” на Грбавици, формирана су подручна одељења у Иванићима, Миљевићима, Петровићима и Тилави. Након Дејтонског споразума и егзодуса Срба из Сарајева, Основна школа „Радојка Лакић” је организовала своју делатност у просторијама разрушеног НАТО бомбама Електротехничког факултета у Лукавици.

### 1996—данас
За потребе основне школе је, уз помоћ холандске владе, адаптирана зграда касарне у Лукавици 1996. године, а школе у Тилави, Миљевићима и Петровићима су постала подручна одељења ове школе. На свечаном отварању адаптиране школске зграде 1996. године је потекла иницијатива да се убудуће ова школа зове „Свети Сава” што је и реализовано 30. априла 1997. године. Бивши ученици школе су Раде Богдановић, Драган Шкрба, Драган Ђокановић, Миладин Ђокановић, Раде Пандуревић, Драган Кусмук, Ранко Поповић и многи други. Донацијом јапанске владе, нова школска зграда у Лукавици је завршена априла 2003. године и одмах су се у нове просторије уселила деца предшколског узраста, а потпуно усељење је уследило почетком наредне 2003—04. године. Школа је тада имала десет учионица и три кабинета, за информатику, физику и хемију и биологију. Зграда је по пројекту била предвиђена за 600 ученика, али и на почетку године ју је похађало 690 ученика. У централној школи је 2007—08. наставу похађало око 800 ученика, а са подручним одељењима око 900. Марта 2008. године Скупштина општине Источно Ново Сарајево је одобрила средства за изградњу фискултурне сале уз централну школу, на спрату су дограђене две учионице, а у приземљу једна. Школске 2008—09. године је знатно смањен број ученика у појединим одељењима реорганизацијом наставе. Данас школа броји 1029 ученика и 101 запосленог, садржи драмско–рецитаторску секцију, хорску, литерарну, ликовну, еколошку, географску, саобраћајну, ритмичку, информатичку секцију, Црвени крст, фудбалску и рукометну секцију.

## Пројекти
Досадашњи пројекти реализовани у школи су:
- Пројекат „Волонтирање је cool” 2017. године[5]
- Пројекат „Читалићи” 2018. године[6]
- Пројекат „Пријатељска рука пријатељској шапи” 2018. године[7]
- Пројекат „Школа мишљења” 2019. године[8]
- Пројекат „Школа у ❤ заједнице” 2019. године[9]

## Догађаји
Догађаји основне школе „Свети Сава”:
- Светосавска академија[10]
- Никољдан[11]
- Дечија недеља[12]
- Дан српског јединства, слободе и националне заставе[13]
- Дан ученичких постигнућа[14]
- Дан учитеља[15]
- Дан ружичастих мајица[16]
- Дан отворених врата[17]
- Дани тикве[18]
- Дани безбедног саобраћаја[19]
- Светски дан читања наглас[20]
- Светски дан животне средине[21]
- Европски дан језика[22]
- Међународни дан жена[23]
- Међународни дан дечијих права[24]
- Међународни дан физичке активности[25]
- Међународни пливачки митинг[26]
- Међународни фестивал хумора и дечијег стваралаштва[27]
- Међународни фестивал поезије за децу и младе[28]
- Међународни фестивал професионалних луткарских позоришта за дјецу „Лут фест”[29]
- Филмски фестивал „Први кадар”[30]
- Фестивал шаха у Источном Сарајеву[31]
- Манифестација „Стрип у Источном Сарајеву”[32]
- Програм „Заштита деце”[33]